# Ferrari F102/F110/F113
Il Ferrari F102/F110/F113, chiamato anche Motore Ferrari 12 piatto, è una famiglia di motori a benzina prodotti dalla casa automobilistica italiana Ferrari dal 1973 al 1996.

## Descrizione

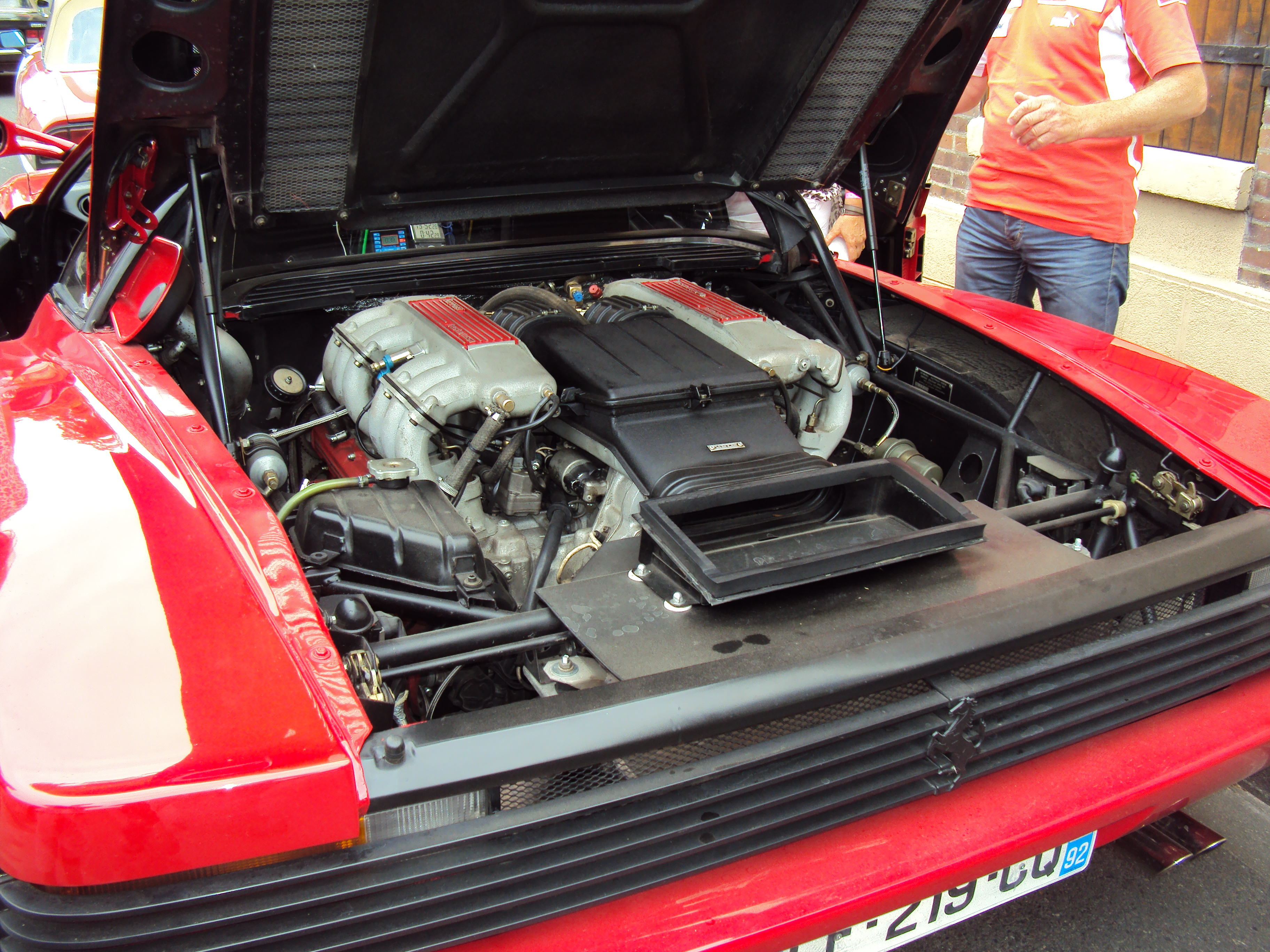
Motore di una Testarossa

La famiglia dei motori Ferrari a cilindri 12 "piatto" è una gamma di motorizzazioni caratterizzata dall'alimentazione a benzina a ciclo otto, con architettura V12 con bancate di 180° e distribuzione bialbero. Introdotta per la prima volta sulla Ferrari 365 GT4/BB, questo motore condivideva la costruzione con i coevi motori da competizione che la Ferrari utilizzava nelle monoposto 312B e 312 PB, ma la cilindrata, alesaggio, corsa, bielle e pistoni erano gli stessi del motore Colombo Tipo 251 V12 da 60° che alimentava la Ferrari Daytona.
La progettazione e lo sviluppo del motore venne supervisionata dagli ingegneri Ferrari Giuliano de Angelis e Angelo Bellei.
Fu il primo motore con configurazione a 12 cilindri piatto montato su un'auto stradale e su di una Ferrari. Il primo motore della famiglia, chiamato F102A, esordì nel 1974
sulla 365 GT4/BB, aveva due valvole per cilindro e due alberi a camme in testa per bancata, con azionamento a cinghia anziché a catena come sui precedenti motori Ferrari V12. Ad alimentarlo vi erano quattro carburatori Weber 40IF3C a triplo corpo dotato di un sistema di accensione elettronica. Il monoblocco e le testate dei cilindri erano in lega leggera e la lubrificazione a carter umido.
Nel 1976 la Ferrari introdusse una versione rivista e aggiornata della Ferrari BB, la 512 BB, che aveva un motore con cilindrata maggiorata a 4943 cc. Il motore era siglato F102B e presentava un sistema di lubrificazione a carter secco.
Nel 1981 venne introdotta la 512 BBi, che sostituì i quattro carburatori a triplo corpo con un sistema di iniezione di carburante meccanica indiretta Bosch K-Jetronic. Il nuovo motore chiamato F110A, era per il resto meccanicamente identico al predecessore.
Con il debutto della Testarossa nel 1984, il motore siglato F113A venne pesantemente evoluto con l'adozione delle quattro valvole per cilindro arrivando a toccare i 390 CV di potenza erogata, mantenendo la stessa cilindrata di 4943 cc della 512 BBi. Era dotato inoltre di un sistema di accensione elettronica Marelli Microplex MED120 e di sistema d'iniezione di carburante Bosch K-Jetronic. Le versioni per l'esportazione negli Stati Uniti, Canada e Giappone avevano un convertitore catalitico e un sistema di iniezione di carburante KE-Jetronic. Le vetture per il mercato europeo ottennero queste migliorie nel 1986 e il motore in questa configurazione era chiamato F113B.

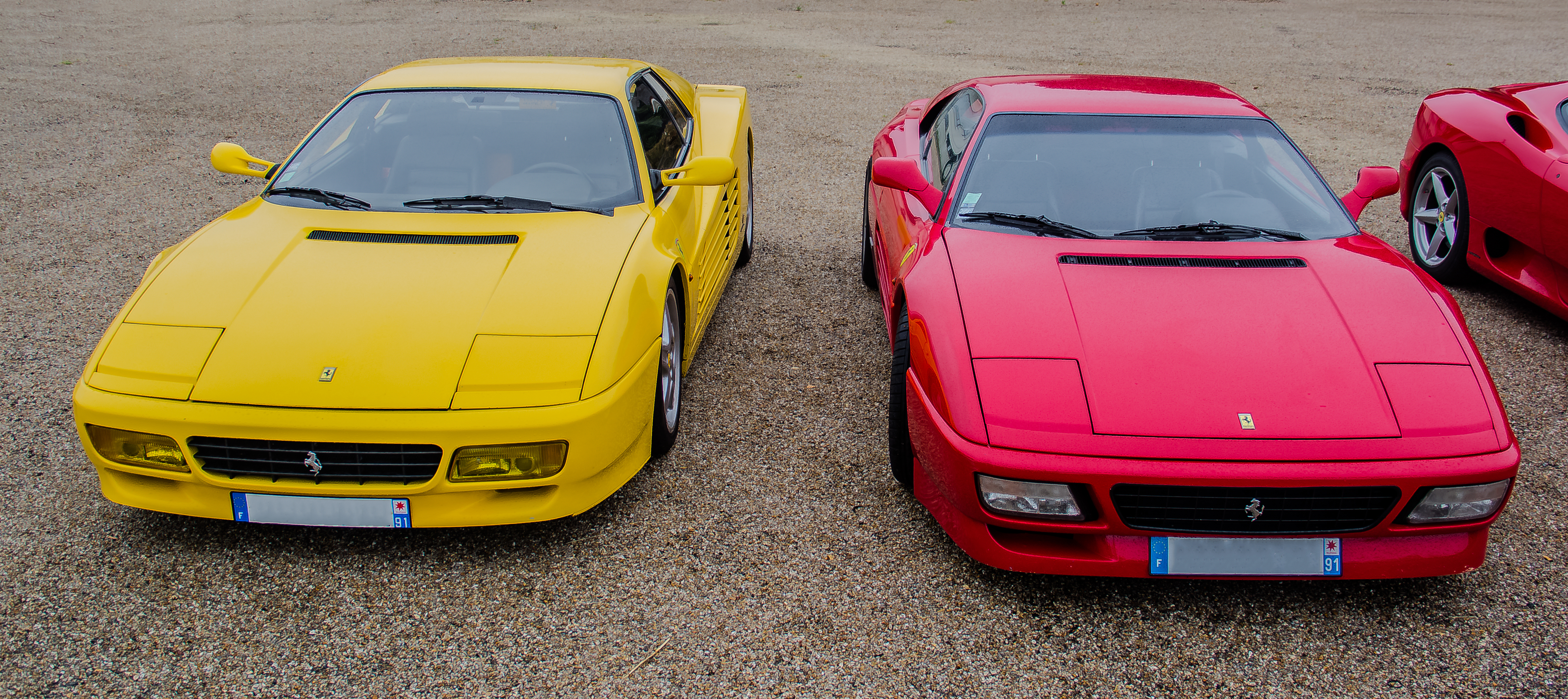
Ferrari 512 TR

Con l'arrivo della Ferrari 512 TR nel 1991, venne introdotta una versione aggiornata del motore utilizzato sulla Testarossa. Mantenendo la stessa cilindrata, era siglato F113D e vi furono apportate modifiche all'aspirazione, con condotti di ingresso ridisegnati e valvole più grandi che favorivano un ingresso più efficiente della miscela aria/carburante, mentre l'iniezione e il sistema di accensione sono furono sostituiti con un sistema Bosch Motronic M2.7.
Nel 1994 debuttò la F512M; il motore subì un ultimo step di evoluzione attraverso alleggerimento dell'albero motore, bielle in lega di titanio, nuovi pistoni forgiati e un sistema di scarico in acciaio inox.
La produzione del V12 piatto cessò con il pensionamento della F512M, venendo sostituita dalla 550 Maranello con motore anteriore che era equipaggiata con il Ferrari F133 V12 a 65°.

## Applicazione
| Immagine veicolo | Codice motore | Cilindrata           | Alesaggio × corsa | Produzione | Utilizzo                             | Potenza                                 | Alimentazione                                                |
| ---------------- | ------------- | -------------------- | ----------------- | ---------- | ------------------------------------ | --------------------------------------- | ------------------------------------------------------------ |
|                  | F102 A        | 4,4 litri (4 390 cc) | 81 mm × 71 mm     | 1973-1976  | 365 GT4/BB                           | 344 CV (253 kW; 339 CV) a 7200 giri/min | carter umido, carburatori                                    |
|                  | F102 B        | 4,9 L (4 943 cc)     | 82 mm × 78 mm     | 1976-1981  | 512 BB                               | 340 CV (250 kW; 340 CV) a 6200 giri/min | carter secco, carburatori                                    |
|                  | F110 A        | 4,9 L (4 943 cc)     | 82 mm × 78 mm     | 1981-1984  | 512 BBi                              | 340 CV (250 kW; 340 CV) a 6000 giri/min | carter secco, iniezione K-Jetronic                           |
|                  | F113 A        | 4,9 L (4 943 cc)     | 82 mm × 78 mm     | 1984–1986  | Testarossa (Europa)                  | 390 CV (290 kW; 380 CV) a 6300 giri/min | carter secco, iniezione K-Jetronic                           |
|                  | F113 A 040    | 4,9 L (4 943 cc)     | 82 mm × 78 mm     | 1984–1991  | Testarossa (Nord America e Giappone) | 385 CV (283 kW; 380 CV) a 5750 giri/min | carter secco, iniezione KE-Jetronic, convertitori catalitici |
|                  | F113 B        | 4,9 L (4 943 cc)     | 82 mm × 78 mm     | 1986–1991  | Testarossa (Europa)                  | 390 CV (290 kW; 380 CV) a 6300 giri/min | carter secco, iniezione KE-Jetronic, convertitori catalitici |
|                  | F113 D        | 4,9 L (4 943 cc)     | 82 mm × 78 mm     | 1991–1994  | 512 TR                               | 428 CV (315 kW; 422 CV) a 6750 giri/min | carter secco, iniezione Motronic, marmitte catalitiche       |
|                  | F113 G        | 4,9 L (4 943 cc)     | 82 mm × 78 mm     | 1994–1996  | F512 M                               | 440 CV (320 kW; 430 CV) a 6750 giri/min | carter secco, iniezione Motronic, marmitte catalitiche       |